# 수학 특공대 우미주미
《수학 특공대 우미주미》(영어: Team Umizoomi)는 2010년 1월 25일부터 2015년 4월 24일까지 니켈로디언 계열 방송사에서 방송되었던 미국의 TV 애니메이션이다. 수학을 쉽게 접근하도록 가르치는 것과 어려움에 처한 어린이를 돕는 게 주 포인트. 실사와 애니메이션이 합쳐진 형태인데 배경으로 등장하는 사람들만 실사다. 대한민국에서는 EBS에서 2011년 3월 4일부터 첫 방송했다. 이후 2012년 2월 26일까지 방송했다가 2012년 8월 27일부터 2013년 2월 19일까지 재방송했다. EBS는 시즌 2 끝으로 종영했다.

## 등장인물
백윤선 - 밀리
본작의 여주인공이자 우미주미의 리더. 지오와 친남매이며, 지오의 누나 뻘이 된다. 나이는 6살이며 지오와 연년생이다. 빨간 머리를 가진 여자 난쟁이지만 가장 용감하고 팀원들 중 힘이 세고 책임감이 강하다. 여담으로 이름은 밀리미터(Millimeter)에서 따왔다. 대사는 "밀리 파워!", "패턴 파워!"다.
유영진 - 지오
본작의 남주인공이다. 나이는 5살이며 밀리의 연년생이 되는 남동생이며, 파란 머리를 가진 남자 난쟁이다. 신발은 스케이트로, 팀원들 중 가장 속도가 빠르다. 시즌 3부터 도형 검이 추가되었다. 여담으로 이름은 기하학(Geometry)에서 따온 듯하다. 대사는 "도형 파워!"다.
남도형 - 봇트
몸이 초록색이고 지오와 밀리의 친한 친구인 로봇. 나이는 알 수 없으며, 화면으로 영상을 보여주고, 연장되는 팔과 다리를 가지고 있는 든든한 도우미다. 여담으로 이름은 로봇트(robot)를 따온 듯 하다. 대사는 "밸리 밸리~ 밸리스크린~!"이다.

## 에피소드

### 시즌 1
1. 돛단배 경주
2. 장난감 퍼레이드
3. 코끼리 물뿌리개
4. 연날리기 축제
5. 동물 인형 찾기
6. 서부시대 장난감 기차 쇼
7. 지하철의 영웅
8. 에밀리의 보물
9. 선물 배달하기
10. 도서관 탐험
11. 우유배달 소동
12. 슈퍼마켓 탐험
13. 비행기를 출발시켜라
14. 아이스크림 트럭
15. 피크닉
16. 나비 댄스 쇼
17. 수족관 고치기
18. 공룡찾기
19. 크리스마스 선물
20. 놀이터의 영웅

### 시즌 2
1. 수를 세는 혜성
2. 우미시티 자동차 경주대회
3. 보라원숭이 구하기
4. 상어카
5. 우미 소방차
6. 우미 장난감가게
7. 유령가족의 변장파티
8. 이상한 롤러스케이트
9. 우미 계란 찾기
10. 밀리의 대활약
11. 박물관에서의 하루
12. 파란 인어의 전설
13. 버스터 구하기
14. 우미시티의 병아리
15. 프레스토의 마술봉
16. 슈퍼비누
17. 우미카 구하기
18. 숫자의 왕 1
19. 숫자의 왕 2
20. 코끼리 엘리

### 시즌 3[1]
1. 시계 속의 곰들
2. 쿵쿵 사우르스
3. 즐거운 용돈 벌기
4. 아기 새를 구하기
5. 도형 도둑 1
6. 도형 도둑 2
7. 별똥별
8. 우미게임
9. 머리자르는 건 즐거워
10. 도형산의 마법도형들
11. 놀이공원게임
12. 프레스토의 마법의 집
13. 수학공룡게임
14. 우주로 간 경비쥐
15. 신나는 썰매타기
16. 장난감 주인 찾아주기
17. 고양이 구하기
18. 우미시티의 보물찾기
19. 의사봇트
20. 학교에서 동물찾기

### 시즌 4
1. 용과 소년 스케이트보드
2. 잃어버린 펭귄의 도시
3. 우미카의 생일선물
4. 로봇 도구
5. 선샤인 요정
6. 꼬마 판다 조
7. 도난당한 점심
8. 미트볼 광기
9. 우미 그랜드 프릭스!
10. 글로피 프라이 홈
11. 영화 광기
12. 우미 닌자
13. 우미캅스!
14. 우미 기사
15. 도시 속 잃어버린 동화
16. 잠자는 우미카
17. 기즈모가 야생으로 변했습니다!
18. 우미 우주 영웅들 1
19. 우미 우주 영웅들 2
20. 우미 구조 헬리콥터
1. ↑  이 시즌부터 니켈로디언에서 방영.